# Liste der Piloten der Patrouille Suisse
Diese Liste dient dem Überblick aller Piloten der Patrouille Suisse nach Vorführungsjahren.

Das aktuelle Staffellogo

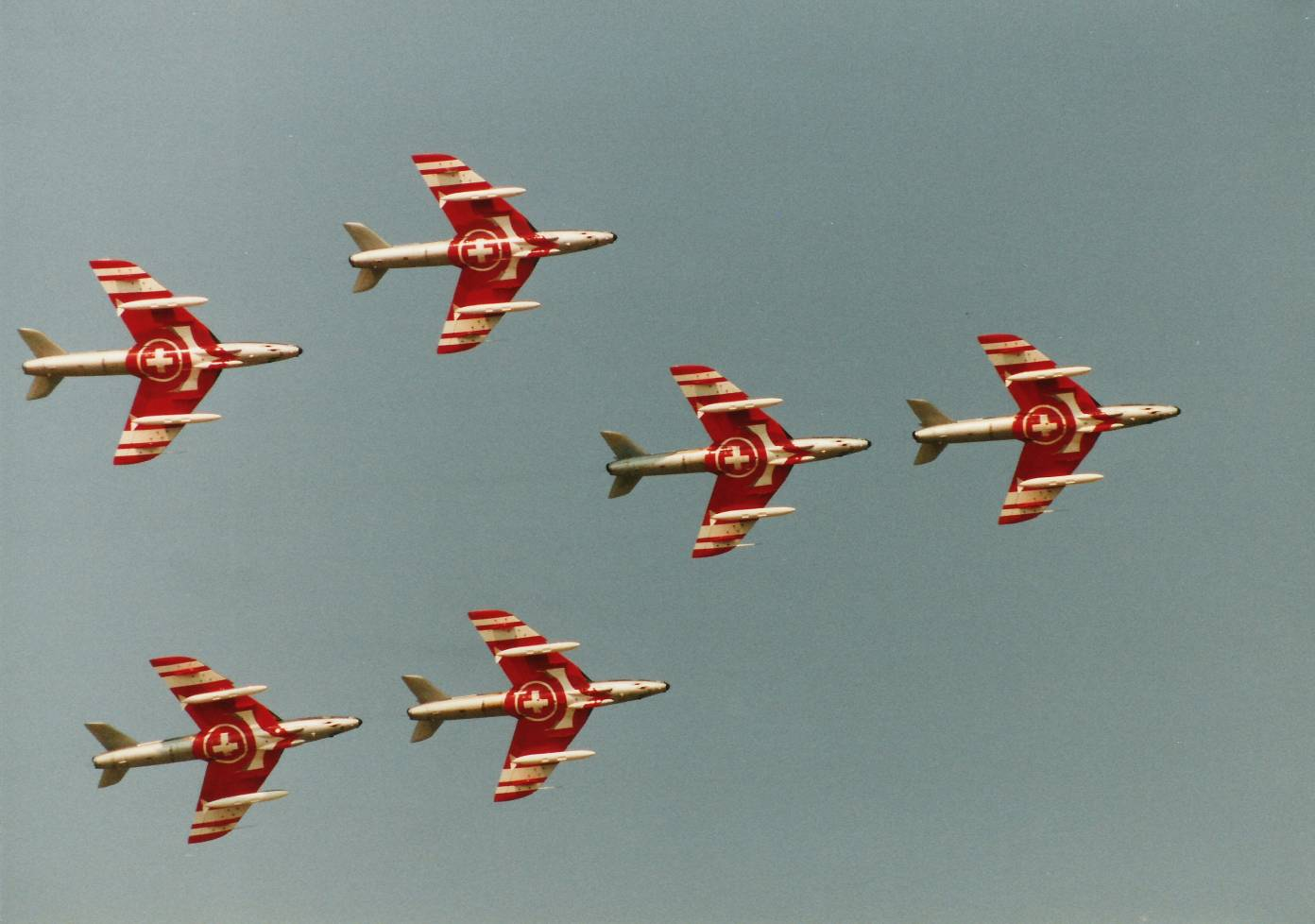
Die Patrouille Suisse 1991 in Payerne mit den damals neu bemalten Flügelunterseiten beim Hunter

Das Team für die Vorführungen setzt sich aus den folgenden Piloten plus Betreuer am Boden zusammen:
Saison 2025
| Rufname       | Position             | Name                           |
| ------------- | -------------------- | ------------------------------ |
| Tiger Uno     | Leader               | Maj Martin Schär «Jaydee»      |
| Tiger Due     | Right Wing           | Hptm David Moser „Mosi“        |
| Tiger Tre     | Left Wing            | Maj Maurice Mattle „Moe“       |
| Tiger Quattro | Slot                 | Maj David Pereira «Pepe»       |
| Tiger Cinque  | 2nd Solo             | Hptm Serim Wetli «Salim»       |
| Tiger Sexi    | 1st Solo             | Maj Lukas Nannini «Bigfoot»    |
| Tiger Sette   | Spare Pilot / Filmer |                                |
| Tiger Zero    | Commander            | Oberstlt Nils Hämmerli «Jamie» |
| Tiger Otto    | Speaker              | FachOf Yanik Varley «Nik»      |
| Tiger Nove    | Speaker              | Hptm Jody Bolomey «Jody»       |

## 2021–2024
| Rufname       | Position             | Name                           |
| ------------- | -------------------- | ------------------------------ |
| Tiger Uno     | Leader               | Maj Michael Duft «Püpi»        |
| Tiger Due     | Right Wing           | Hptm Serim Wetli «Salim»       |
| Tiger Tre     | Left Wing            | Maj David Pereira «Pepe»       |
| Tiger Quattro | Slot                 | Hptm Claudius Meier «Mac»      |
| Tiger Cinque  | 2nd Solo             | Maj Lukas Nannini «Bigfoot»    |
| Tiger Sexi    | 1st Solo             | Maj Martin Schär «Jaydee»      |
| Tiger Sette   | Spare Pilot / Filmer |                                |
| Tiger Zero    | Commander            | Oberstlt Nils Hämmerli «Jamie» |
| Tiger Otto    | Speaker              | FachOf Yanik Varley «Nik»      |
| Tiger Nove    | Speaker              | Hptm Jody Bolomey «Jody»       |

## 2011–2020
| Rufname       | Position           | Name                         |
| ------------- | ------------------ | ---------------------------- |
| Tiger Zero    | Commander          | Lt Col Nils Hämmerli «Jamie» |
| Tiger Uno     | Leader             | Hptm Michael Duft «Püpi»     |
| Tiger Due     | Right Wing         | Hptm Serim Wetli «Salim»     |
| Tiger Tre     | Left Wing          | Hptm David Pereira «Pepe»    |
| Tiger Quattro | Slot               | Hptm Claudius Meier «Mac»    |
| Tiger Cinque  | 2nd Solo           | Hptm Lukas Nannini «Bigfoot» |
| Tiger Sexi    | 1st Solo           | Hptm Martin Schär «Jaydee»   |
| Tiger Sette   | Spare Pilot/Filmer |                              |
| Tiger Otto    | Speaker            | Hptm Yanik Varley «Nik»      |
| Tiger Nove    | Speaker            | Hptm Jody Bolomey «Jody»     |

| Rufname       | Position             | Name                         |
| ------------- | -------------------- | ---------------------------- |
| Tiger Zero    | Commander            | Lt Col Nils Hämmerli «Jamie» |
| Tiger Uno     | Leader               | Maj Gunnar Jansen «Gandalf»  |
| Tiger Due     | Right Wing           | Hptm Claudius Meier «Mac»    |
| Tiger Tre     | Left Wing            | Hptm David Pereira «Pepe»    |
| Tiger Quattro | Slot                 | Hptm Martin Schär «Jaydee»   |
| Tiger Cinque  | 2nd Solo             | Hptm Lukas Nannini «Bigfoot» |
| Tiger Sexi    | 1st Solo             | Hptm Michael Duft «Püpi»     |
| Tiger Sette   | Spare Pilot / Filmer |                              |
| Tiger Otto    | Speaker              | Hptm Yanik Varley «Nik»      |
| Tiger Nove    | Speaker              | Hptm Jody Bolomey «Jody»     |

| Rufname       | Position             | Name                                |
| ------------- | -------------------- | ----------------------------------- |
| Tiger Zero    | Commander            | Lt Col Nils Hämmerli «Jamie»        |
| Tiger Uno     | Leader               | Maj Gunnar Jansen «Gandalf»         |
| Tiger Due     | Right Wing           | Hptm Claudius Meier «Mac»           |
| Tiger Tre     | Left Wing            | Hptm David Pereira «Pepe»           |
| Tiger Quattro | Slot                 | Hptm Martin Schär «Jaydee»          |
| Tiger Cinque  | 2nd Solo             | Hptm Lukas Nannini «Bigfoot»        |
| Tiger Sexi    | 1st Solo             | Hptm Michael Duft «Püpi»            |
| Tiger Sette   | Spare Pilot / Filmer |                                     |
| Tiger Otto    | Speaker              | Lt Col Christian Trottmann «Trotti» |
| Tiger Nove    | Speaker              | Hptm Jody Bolomey «Jody»            |

| Rufname       | Position             | Name                                |
| ------------- | -------------------- | ----------------------------------- |
| Tiger Zero    | Commander            | Lt Col Nils Hämmerli «Jamie»        |
| Tiger Uno     | Leader               | Hptm Gunnar Jansen «Gandalf»        |
| Tiger Due     | Right Wing           | Hptm Lukas Nannini «Bigfoot»        |
| Tiger Tre     | Left Wing            | Hptm Martin Schär «Jaydee»          |
| Tiger Quattro | Slot                 | Hptm Rodolfo Freiburghaus «Roody»   |
| Tiger Cinque  | 2nd Solo             | Hptm Michael Duft «Püpi»            |
| Tiger Sexi    | 1st Solo             | Hptm Gael Lachat «Gali»             |
| Tiger Sette   | Spare Pilot / Filmer | Hptm David Pereira «Pepe»           |
| Tiger Otto    | Speaker              | Spec Of Mario Winiger «Wini»        |
| Tiger Nove    | Speaker              | Lt Col Christian Trottmann «Trotti» |

| Rufname       | Position           | Name (inkl. Rang)                 |
| ------------- | ------------------ | --------------------------------- |
| Tiger Zero    | Commander          | Lt Col Nils «Jamie» Hämmerli      |
| Tiger Uno     | Leader             | Capt Simon «Billy» Billeter       |
| Tiger Due     | Right Wing         | Capt Rodolfo «Roody» Freiburghaus |
| Tiger Tre     | Left Wing          | Capt Michael «Püpi» Duft          |
| Tiger Quattro | Slot               | Capt Gunnar «Gandalf» Jansen      |
| Tiger Cinque  | 2nd Solo           | Capt Michael «Maestro» Meister    |
| Tiger Sexi    | 1st Solo           | Capt Gael «Gali» Lachat           |
| Tiger Sette   | Spare Pilot/Filmer | First Lt Lukas Nannini            |
| Tiger Otto    | Speaker            | Mario «Wini» Winiger              |
| Tiger Nove    | Speaker            | Alban «Alban» Wirz                |

| Rufname       | Position           | Name                              |
| ------------- | ------------------ | --------------------------------- |
| Tiger Zero    | Commander          | Lt Col Daniel Hösli «Dani»        |
| Tiger Uno     | Leader             | Capt Simon Billeter «Billy»       |
| Tiger Due     | Right Wing         | Capt Rodolfo Freiburghaus «Roody» |
| Tiger Tre     | Left Wing          | Capt Michael Duft «Püpi»          |
| Tiger Quattro | Slot               | Capt Gunnar Jansen «Gandalf»      |
| Tiger Cinque  | 2nd Solo           | Capt Michael Meister «Maestro»    |
| Tiger Sexi    | 1st Solo           | Capt Gael Lachat «Gali»           |
| Tiger Sette   | Spare Pilot/Filmer |                                   |
| Tiger Otto    | Speaker            | Mario Winiger «Wini»              |
| Tiger Nove    | Speaker            | Alban Wirz «Alban»                |
| Tiger Dieci   | Commander Stv.     | Lt Col Nils Hämmerli «Jamie»      |

| Rufname       | Position             | Name                              |
| ------------- | -------------------- | --------------------------------- |
| Tiger Zero    | Commander            | Lt Col Daniel Hösli «Dani»        |
| Tiger Uno     | Leader               | Capt Simon Billeter «Billy»       |
| Tiger Due     | Right Wing           | Capt Rodolfo Freiburghaus «Roody» |
| Tiger Tre     | Left Wing            | Capt Gunnar Jansen «Gandalf»      |
| Tiger Quattro | Slot                 | Capt Gael Lachat «Gali»           |
| Tiger Cinque  | 2nd Solo             | Capt Michael Meister «Maestro»    |
| Tiger Sexi    | 1st Solo             | Capt Reto Amstutz «Tödi»          |
| Tiger Sette   | Spare Pilot / Filmer | Capt Michael Duft «Püpi»          |
| Tiger Otto    | Speaker              | Mario Winiger «Wini»              |
| Tiger Nove    | Speaker              | Alban Wirz «Alban»                |
| Tiger Dieci   | Commander Stv.       | Lt Col Nils Hämmerli «Jamie»      |

| Rufname       | Position    | Name                              |
| ------------- | ----------- | --------------------------------- |
| Tiger Zero    | Commander   | Lt Col Daniel Hösli "Dani"        |
| Tiger Uno     | Leader      | Capt Simon Billeter "Billy"       |
| Tiger Due     | Right Wing  | Capt Rodolfo Freiburghaus "Roody" |
| Tiger Tre     | Left Wing   | Capt Gunnar Jansen "Gandalf"      |
| Tiger Quattro | Slot        | Capt Gael Lachat "Gali"           |
| Tiger Cinque  | 2nd Solo    | Capt Michael Meister "Maestro"    |
| Tiger Sexi    | 1st Solo    | Capt Reto Amstutz "Tödi"          |
| Tiger Sette   | Spare Pilot |                                   |
| Tiger Otto    | Speaker     | Mario Winniger "Wini"             |
| Tiger Nove    | Speaker     | Alban Wirz "Alban"                |

| Rufname       | Position    | Name                           |
| ------------- | ----------- | ------------------------------ |
| Tiger Zero    | Commander   | Lt Col Daniel Hösli "Dani"     |
| Tiger Uno     | Leader      | Capt Marc Zimmerli "Zimi"      |
| Tiger Due     | Right Wing  | Capt Reto Amstutz "Tödi"       |
| Tiger Tre     | Left Wing   | Capt Gunnar Jansen "Gandalf"   |
| Tiger Quattro | Slot        | Capt Gael Lachat "Gali"        |
| Tiger Cinque  | 2nd Solo    | Capt Michael Meister "Maestro" |
| Tiger Sexi    | 1st Solo    | Capt Simon Billeter «Billy»    |
| Tiger Sette   | Spare Pilot |                                |
| Tiger Otto    | Speaker     | Mario Winniger "Wini"          |
| Tiger Nove    | Speaker     | Alban Wirz "Alban"             |

| Rufname       | Position    | Name                           |
| ------------- | ----------- | ------------------------------ |
| Tiger Zero    | Commander   | Lt Col Daniel Hösli "Dani"     |
| Tiger Uno     | Leader      | Capt Marc Zimmerli "Zimi"      |
| Tiger Due     | Right Wing  | Capt Reto Amstutz "Tödi"       |
| Tiger Tre     | Left Wing   | Capt Gunnar Jansen "Gandalf"   |
| Tiger Quattro | Slot        | Capt Gael Lachat "Gali"        |
| Tiger Cinque  | 2nd Solo    | Capt Michael Meister "Maestro" |
| Tiger Sexi    | 1st Solo    | Capt Simon Billeter «Billy»    |
| Tiger Sette   | Spare Pilot |                                |
| Tiger Otto    | Speaker     | Mario Winniger "Wini"          |
| Tiger Nove    | Speaker     | Alban Wirz "Alban"             |

## 2001–2010
| Rufname       | Position    | Name                           |
| ------------- | ----------- | ------------------------------ |
| Tiger Zero    | Commander   | Lt Col Daniel Hösli "Dani"     |
| Tiger Uno     | Leader      | Capt Marc Zimmerli "Zimi"      |
| Tiger Due     | Right Wing  | Capt Reto Amstutz "Tödi"       |
| Tiger Tre     | Left Wing   | Capt Gunnar Jansen "Gandalf"   |
| Tiger Quattro | Slot        | Capt Gael Lachat "Gali"        |
| Tiger Cinque  | 2nd Solo    | Capt Michael Meister "Maestro" |
| Tiger Sexi    | 1st Solo    | Capt Simon Billeter «Billy»    |
| Tiger Sette   | Spare Pilot |                                |
| Tiger Otto    | Speaker     | Mario Winniger "Wini"          |
| Tiger Nove    | Speaker     | Alban Wirz "Alban"             |

| Rufname       | Position    | Name                            |
| ------------- | ----------- | ------------------------------- |
| Tiger Zero    | Commander   | Lt Col Daniel Hösli "Dani"      |
| Tiger Uno     | Leader      | Capt Daniel Siegenthaler "Sigi" |
| Tiger Due     | Right Wing  | Capt Reto Amstutz "Tödi"        |
| Tiger Tre     | Left Wing   | Capt Simon Billeter «Billy»     |
| Tiger Quattro | Slot        | Capt Gael Lachat "Gali"         |
| Tiger Cinque  | 2nd Solo    | Capt Michael Meister "Maestro"  |
| Tiger Sexi    | 1st Solo    | Capt Marc Zimmerli "Zimi"       |
| Tiger Sette   | Spare Pilot |                                 |
| Tiger Otto    | Speaker     | Mario Winniger "Wini"           |
| Tiger Nove    | Speaker     | Alban Wirz "Alban"              |

2008
- 1 Hptm Siegenthaler Daniel
- 2 Hptm Amstutz Reto
- 3 Hptm Billeter Simon
- 4 Hptm Lachat Gaël
- 5 Hptm Meister Michael
- 6 Hptm Zimmerli Marc

2007
- 1 Hptm Siegenthaler Daniel
- 2 Hptm Graf Marco
- 3 Hptm Billeter Simon
- 4 Hptm Meister Michael
- 5 Hptm Zimmerli Marc
- 6 Hptm Mauron Nicolas
- R Hptm Amstutz Reto

2006
- 1 Hptm Siegenthaler Daniel
- 2 Hptm Graf Marco
- 3 Hptm Billeter Simon
- 4 Hptm Meister Michael
- 5 Hptm Zimmerli Marc
- 6 Hptm Mauron Nicolas
- 1 Major Stämpfli Daniel

2005
- 1 Hptm Siegenthaler Daniel
- 2 Hptm Graf Marco
- 3 Hptm Zimmerli Marc
- 4 Hptm Peier Thomas
- 5 Hptm Mauron Nicolas
- 6 Hptm Mühlethaler Marcel
- R Hptm Meister Michael

2004
- 1 Hptm Stämpfli Daniel
- 2 Hptm Peier Thomas
- 3 Hptm Mauron Nicolas
- 4 Hptm Hämmerli Nils
- 5 Hptm Siegenthaler Daniel
- 6 Hptm Mühlethaler Marcel
- R Hptm Zimmerli Marc

2003
- 1 Hptm Stämpfli Daniel
- 2 Hptm Peier Thomas
- 3 Hptm Mauron Nicolas
- 4 Hptm Hämmerli Nils
- 5 Hptm Siegenthaler Daniel
- 6 Hptm Mühlethaler Marcel

2002
- 1 Hptm Stämpfli Daniel
- 2 Hptm Peier Thomas
- 3 Hptm Mauron Nicolas
- 4 Hptm Hämmerli Nils
- 5 Hptm Siegenthaler Daniel
- 6 Hptm Mühlethaler Marcel

2001
- 1 Hptm Frasa Jan
- 2 Hptm Peier Thomas
- 3 Hptm Hämmerli Nils
- 4 Hptm Mühlethaler Marcel
- 5 Hptm Siegenthaler Daniel
- 6 Hptm Stämpfli Daniel
- R Hptm Mauron Nicolas

## 1991–2000
2000
- 1 Hptm Frasa Jan
- 2 Hptm Mühlethaler Marcel
- 3 Hptm Hämmerli Nils
- 4 Hptm Kühne Urs
- 5 Hptm Siegenthaler Daniel
- 6 Hptm Stämpfli Daniel
- R Hptm Peier Thomas

1999
- 1 Hptm Thöni Markus
- 2 Hptm Mühlethaler Marcel
- 3 Hptm Siegenthaler Daniel
- 4 Hptm Kühne Urs
- 5 Hptm Frasa Jan
- 6 Hptm Stämpfli Daniel
- R Hptm Hämmerli Nils

1998
- 1 Hptm Thöni Markus
- 2 Hptm Stämpfli Daniel
- 3 Hptm Siegenthaler Daniel
- 4 Hptm Martinoli Andrea
- 5 Hptm Frasa Jan
- 6 Hptm Thoma Paul
- (4) Hptm Kühne Urs
- R Oblt Mühlethaler Marcel

1997
- 1 Major Hösli Daniel
- 2 Hptm Stämpfli Daniel
- 3 Hptm Frasa Jan
- 4 Hptm Martinoli Andrea
- 5 Hptm Thöni Markus
- 6 Hptm Thoma Paul
- R Hptm Siegenthaler Daniel

1996
- 1 Major Hösli Daniel
- 2 Oblt Martinoli Andrea
- 3 Hptm Frasa Jan
- 4 Hptm Tschudi Gregor
- 5 Hptm Thöni Markus
- 6 Hptm Thoma Paul

1995
- 1 Major Ramseier Fredy
- 2 Hptm Tschudi Gregor
- 3 Hptm Thoma Paul
- 4 Hptm Thöni Markus
- 5 Hptm Hoffmann Werner
- 6 Major Hösli Daniel
- R Oblt Frasa Jan

1994
- 1 Hptm Ramseier Fredy
- 2 Oblt Thöni Markus
- 3 Oblt Thoma Paul
- 4 Hptm Hoffmann Werner
- 5 Hptm Rapaz Stéphane
- 6 Hptm Hösli Daniel
- R Major am Rhyn Beat

1993
- 1 Hptm Ramseier Fredy
- 2 Oblt Thöni Markus
- 3 Lt Schlatter Richard
- 4 Hptm Hoffmann Werner
- 5 Hptm Rapaz Stéphane
- 6 Hptm Hösli Daniel
- R Major am Rhyn Beat

1992
- 1 Hptm Ramseier Fredy
- 2 Lt Thöni Markus
- 3 Lt Schlatter Richard
- 4 Oblt Hoffmann Werner
- 5 Hptm Rapaz Stéphane
- 6 Hptm Hösli Daniel
- R Major am Rhyn Beat

1991
- 1 Hptm Ramseier Fredy
- 2 Hptm Rapaz Stéphane
- 3 Lt Schlatter Richard
- 4 Oblt Hoffmann Werner
- 5 Hptm Hösli Daniel
- 6 Hptm Barberi Gaetano
- R Major am Rhyn Beat
- R Hptm Wattinger Rudolf

## 1981–1990
1990
- 1 Hptm Ramseier Fredy
- 2 Hptm Rapaz Stéphane
- 3 Lt Hoffmann Werner
- 4 Oblt Gabriel Roland
- 5 Hptm Hösli Daniel
- 6 Hptm Barberi Gaetano
- R Hptm Wattinger Rudolf
- R Hptm am Rhyn Beat

1989
- 1 Hptm Ramseier Fredy
- 2 Hptm Hösli Daniel
- 3 Oblt Gabriel Roland
- 4 Oblt Nagel Urs
- 5 Oblt Barberi Gaetano
- 6 Hptm Wattinger Rudolf

1988
- 1 Hptm Ramseier Fredy
- 2 Oblt Hösli Daniel
- 3 Lt Gabriel Roland
- 4 Oblt Nagel Urs
- 5 Oblt Barberi Gaetano
- 6 Oblt Wattinger Rudolf

1987
- 1 Oblt am Rhyn Beat
- 2 Oblt Hösli Daniel
- 3 Lt Barberi Gaetano
- 4 Lt Nagel Urs
- 5 Hptm Ramseier Fredy
- 6 Oblt Wattinger Rudolf

1986
- 1 Oblt am Rhyn Beat
- 2 Oblt Schmid Andreas
- 3 Lt Nagel Urs
- 4 Oblt Dill Jens
- 5 Oblt Ramseier Fredy
- 6 Oblt Wattinger Rudolf
- R Hptm Beck Hans-Rudolf
- R Hptm Morgenthaler Bruno

1985
- 1 Oblt am Rhyn Beat
- 2 Oblt Dill Jens
- 3 Lt Nagel Urs
- 4 Oblt Schmid Andreas
- 5 Oblt Wattinger Rudolf
- 6 Oblt Ramseier Fredy
- R Hptm Beck Hans-Rudolf
- R Hptm Morgenthaler Bruno

1984
- 1 Hptm Morgenthaler Bruno
- 2 Lt Dill Jens
- 3 Oblt Ramseier Fredy
- 4 Lt Schmid Andreas
- 5 Oblt am Rhyn Beat
- 6 Oblt Wattinger Rudolf
- (1) Hptm Beck Hans-Rudolf

1983
- 1 Hptm Morgenthaler Bruno
- 2 Oblt am Rhyn Beat
- 3 Lt Ramseier Fredy
- 4 Lt Dill Jens
- 5 Oblt Wattinger Rudolf
- 6 Hptm Gygax Markus
- (1) Hptm Beck Hans-Rudolf

1982
- 1 Hptm Morgenthaler Bruno
- 2 Oblt Wyler Martin
- 3 Oblt Kühne Hugo
- 4 Oblt Wattinger Rudolf
- 5 Oblt am Rhyn Beat
- 6 Hptm Gygax Markus
- (1) Hptm Beck Hans-Rudolf

1981
- 1 Hptm Morgenthaler Bruno
- 2 Oblt Sturzenegger Daniel
- 3 Lt Kühne Hugo
- 4 Oblt am Rhyn Beat
- 5 Oblt Grimm Robert
- 6 Hptm Gygax Markus
- (1) Hptm Beck Hans-Rudolf

(4) Lt Wyler Martin

## 1971–1980
1980
- 1 Hptm Morgenthaler Bruno
- 2 Oblt Sturzenegger Daniel
- 3 Lt Kühne Hugo
- 4 Lt Wyler Martin
- 5 Oblt Grimm Robert
- 6 Hptm Gygax Markus
- (1) Hptm Beck Hans-Rudolf
- (3) Oblt am Rhyn Beat

1979
- 1 Hptm Beck Hans-Rudolf
- 2 Lt Sturzenegger Daniel
- 3 Lt am Rhyn Beat
- 4 Lt Grimm Robert
- 5 Oblt Gygax Markus
- 6 Hptm Morgenthaler Bruno
- (1) Hptm Hochuli Rudolf
- (5) Hptm Böhm Walter

1978
- 1 Hptm Beck Hans-Rudolf
- 2 Lt Sturzenegger Daniel
- 3 Lt am Rhyn Beat
- 4 Lt Grimm Robert
- 5 Oblt Gygax Markus
- 6 Hptm Morgenthaler Bruno
- (1) Hptm Hochuli Rudolf
- (5) Hptm Böhm Walter

1977
- 1 Hptm Hochuli Rudolf
- 2 Lt Grimm Robert
- 3 Hptm Böhm Walter
- 4 Oblt Morgenthaler Bruno
- 5 Oblt Gygax Markus
- (1) Hptm Beck Hans-Rudolf

1976
- 1 Oblt Hochuli Rudolf
- 2 Lt Gygax Markus
- 3 Lt Gygax Roland (tödlich mit Hunter verunglückt April 1976, vor Saisonbeginn[2])
- 4 Oblt Morgenthaler Bruno
- 5 Oblt Beck Hans-Rudolf
- (3) Hptm Böhm Walter

1975
- 1 Oblt Hochuli Rudolf
- 2 Lt Gygax Markus
- 3 Lt Gygax Roland (jüngerer Bruder von Markus Gygax)
- 4 Oblt Morgenthaler Bruno
- 5 Oblt Beck Hans-Rudolf

1974
- 1 Hptm Wicki Rudolf
- 2 Oblt Hochuli Rudolf
- 3 Oblt Morgenthaler Bruno
- 4 Oblt Beck Hans-Rudolf
- 5 Oblt Hänggi Kurt
- (2) Lt Gygax Markus

1973
- 1 Hptm Rinderknecht Rudolf
- 2 Lt Hochuli Rudolf
- 3 Lt Beck Hans-Rudolf
- 4 Oblt Hänggi Kurt
- 5 Oblt Roth Otto
- (1) Oblt Dubs Andreas
- (5) Oblt Schelling Rudolf

1972
- 1 Hptm Wicki Rudolf
- 2 Oblt Roth Otto
- 3 Lt Hänggi Kurt
- 4 (5) Lt Schelling Rudolf
- 5 (4) Oblt Pauli Rudolf
- (1) Oblt Rinderknecht Rudolf
- (2) Oblt Dubs Andreas

1971
- 1 Hptm Läubli Rudolf
- 2 (1) Hptm Wicki Rudolf
- 3 Lt Dubs Andreas
- 4 (5) Oblt Pauli Rudolf
- 5 (4) Oblt Rinderknecht Rudolf
- (1) Hptm Ferrero Enrico
- (2) Lt Roth Otto
- (3/5) Lt Schelling Rudolf

## 1964–1970
1970
- 1 (5) Hptm Läubli Rudolf
- 2 Oblt Wicki Rudolf
- 3 Lt Dubs Andreas
- 4 Lt Rinderknecht Rudolf
- 5 Oblt Pauli Rudolf
- (1/5) Hptm Ferrero Enrico

1969
- 1 (2) Oblt Läubli Rudolf
- 2 (1) Oblt Ferrero Enrico
- 3 Lt Wicki Rudolf
- 4 Lt Rinderknecht Rudolf
- (4) Lt Böhm Walter
- R Oblt Kummer Bernhard

1968
- 1 (2) Oblt Läubli Rudolf
- 2 (1) Oblt Ferrero Enrico
- 3 Lt Wicki Rudolf
- 4 (3) Lt Böhm Walter
- R Oblt Kummer Bernhard

1967
- 1 Hptm Birrer Paul
- 2 Lt Ferrero Enrico
- 3 Lt Kummer Bernhard
- 4 Lt Läubli Rudolf
- (1) Oblt Spychiger Walter

1966
- 1 Hptm Birrer Paul
- 2 Adj Brülhart Wolfgang
- 3 Lt Willi René
- 4 Hptm Pellanda Aridio
- (1) Oblt Spychiger Walter
- (3) Lt Kummer Bernhard

1965
- 1 Hptm Brunold Rolf
- 2 (1) Lt Spychiger Walter
- 3 Adj Brülhart Wolfgang
- 4 Oblt Pellanda Aridio
- (1) Oblt Birrer Paul
- (2/3) Adj Meier Manfred
- (3) Oblt Bezzola Gion

1964
- 1 Hptm Brunold Rolf
- 2 Lt Spychiger Walter
- 3 Adj Brülhart Wolfgang
- 4 Oblt Pellanda Aridio
- R Oblt Bartlomé Ernst

## Militärischer Grad, Bezeichnung/Abkürzung
- Maj = Major Major
- Hptm = Hauptmann Captain
- Oblt = Oberleutnant First Lieutenant
- Lt = Leutnant Lieutenant
- Adj = Adjutant Adjutant

## Trivia
Der Patrouille Suisse Pilot Markus Gygax wurde später Kommandant der Schweizer Luftwaffe. Eine einmalige Familien-Konstellation ergab sich für das Team im Jahr 1975, als sein jüngerer Bruder ebenfalls in der Patrouille Suisse flog.